# Public Enemies (film, 1996)
Pour les articles homonymes, voir Public Enemy (homonymie).
Pour plus de détails, voir Fiche technique et Distribution.
Public Enemies est un film américain de 1996 réalisé par Mark L. Lester. Le film est centré sur la criminelle américaine Ma Barker et ses fils qui ont tué de nombreuses personnes dans les années 1920 et 1930.

## Fiche technique
- Titre original : Public Enemies
- Titre français : Public Enemies
- Réalisation : Mark L. Lester
- Scénario : C. Courtney Joyner
- Direction artistique : Brian Massey
- Décors : Trae King
- Photographie : Misha Suslov
- Montage : David Berlatsky
- Musique : Christopher Franke
- Production : Mark L. Lester, Dana Dubovsky
- Pays d'origine : États-Unis
- Langue : Anglais
- Format : Couleurs
- Durée : 95 minutes
- Date de sortie : 19 avril 1996

## Distribution
- Leah Best : Kate Clarke jeune
- Theresa Russell : Ma Barker
- Eric Roberts : Arthur Dunlop
- Alyssa Milano : Amaryllis
- James Marsden : Doc Barker
- Richard Eden : George Barker
- Joe Dain : Lloyd Barker
- Gavin Harrison : Freddie Barker